# Burgstall Bobingen
Der hochmittelalterliche Burgstall Bobingen lag etwa 150 Meter westlich der St.-Felizitas-Kirche von Bobingen im Landkreis Augsburg (Altlandkreis Schwabmünchen) in Schwaben. Das Bodendenkmal wurde nach dem Zweiten Weltkrieg ohne Rücksprache mit dem Landesamt für Denkmalpflege beseitigt.

## Geschichte
Die kleine Wasserburg „in der Wiesensteige“ war wohl der Ansitz eines Ortsadelsgeschlechtes, das 1130 mit Konrad von Bobingen erstmals in den Schriftquellen erscheint. Die Herren von Bobingen waren Dienstleute des Bistums Augsburg. Allerdings benannten sich im Hochmittelalter mehrere Familien nach dem Ort. Die meisten Namensträger erscheinen als Zeugen für andere – meist bayerische – Ministeriale in den Urkunden.
Solche Turmhügelburgen (Motte) in Ortslage wurden in der Regel von den Dienstmannen mächtigerer Feudalherren oder der Klöster und Bistümer errichtet. Einigen dieser ehemals unfreien Ministerialen gelang im Laufe des Hochmittelalters der Aufstieg in den niederen Adel, andere fielen zurück in den Bauernstand oder etablierten sich im Bürgertum naher Städte.
Zur Geschichte des Burgplatzes finden sich keine weiteren Überlieferungen in den ortsgeschichtlichen Quellen. Als Nachfolgeanlage entstand im Zuge des Ausbaues der bischöflichen Verwaltung später das „Alte Amtschloss“ auf dem Gelände der Wasserburg. Dieser Pflegsitz wird im Urbar von 1498 als „gschloß mit sampt ainen stadel vnnd viehstall vnnd dem garten vnnd weyer, zerrugks weiß...“ beschrieben. Nach 1590 mussten wegen der „pawfälligkait“ der Gebäude umfangreiche Reparaturarbeiten durchgeführt werden.
1681 erwarb das Hochstift Augsburg schließlich das repräsentativere „Untere Schloss“ und verlegte den Amtssitz des Pflegers. Das alte Pflegschloss auf dem Burgstall war während des Dreißigjährigen Krieges weitgehend zerstört worden und wurde aufgegeben.
Zur Zeit der Planaufnahme durch den Augsburger Historiker Dr. Albrecht von Rad (1905) befand sich ein landwirtschaftliches Anwesen auf dem Burgplatz. In der zweiten Hälfte des 20. Jahrhunderts wurde der Burgstall einplaniert und mit einem Feuerwehrhaus und einer Rotkreuzstation bebaut. Die Maßnahmen erfolgten ohne Benachrichtigung der zuständigen Denkmalbehörde.

## Beschreibung
Auf der Handskizze aus dem Jahr 1905 ist ein nahezu kreisrunder Erdhügel mit einem Durchmesser von etwa 35 Metern dokumentiert. Damals stand ein Bauernhof auf dem Burgareal. Der umlaufende Wassergraben war bereits teilweise trocken gefallen und im Südwesten für eine Zufahrt aufgefüllt. Im Osten war dem Ringgraben ein weiterer Wassergraben vorgelagert, der winkelförmig nach Westen weiterlief und wohl ursprünglich in den Lauf der Singold mündete. Der Fluss schützte den Burgplatz im Westen.
Der äußere Graben setzte sich nach Südwesten als Vorburgsicherung fort, war aber 1905 bereits größtenteils eingefüllt. Das Vorburgareal dürfte nach den dokumentierten Grabenresten etwa 25 mal 100 Meter umfasst haben.
Im Augsburger Umland wurden die meisten der ehemals zahlreichen derartigen Kleinburgen in Orts- oder Tallage im 19. und 20. Jahrhundert beseitigt. Bis heute erhalten ist nur der Turmhügel in Althegnenberg auf der östlichen Lechseite. Weitaus zahlreicher lassen sich noch die Erdwerke der Hochmotten auf den Randhöhen der Täler oder Hügelspornen im Gelände verfolgen (Burgstall Kissing, Kalvarienberg Schwabegg u. a.). Diese Anlagen entstanden oft als Nachfolgeburgen der ursprünglichen Ansitze im Tal, die schon durch ihre Lage die ehemals unfreie Herkunft ihrer Bewohner dokumentierten.
Das Bayerische Landesamt für Denkmalpflege verzeichnet das Bodendenkmal als mittelalterlichen Burgstall unter der Denkmalnummer D 7-7730-0038.